# Whiteout (film, 2009)
Pour les articles homonymes, voir Whiteout.
Pour plus de détails, voir Fiche technique et Distribution.
Whiteout, ou Whiteout: Enfer blanc au Québec, est un film américano-franco-canadien réalisé par Dominic Sena, sorti en 2009. Il est adapté de la mini-série de comics éponyme écrite par Greg Rucka et dessinée par Steve Lieber.
Le film met en vedette l'actrice Kate Beckinsale dans le rôle principal, l'US Marshal Carrie Stetko, qui enquête sur une série de meurtres dans une base scientifique située en Antarctique liée à une autre affaire criminelle enfouie sous la glace depuis cinquante ans. Dans les autres rôles notables, on trouve Tom Skerritt, Gabriel Macht et Columbus Short.
Dès sa sortie en salles, Whiteout a rencontré un accueil critique largement négatif et a été un échec commercial au box-office, ne rapportant que 17,8 millions de dollars de recettes mondiales pour un coût de production de 35 millions.

## Synopsis
En 1957, un avion de transport soviétique survole l'Antarctique avec à son bord trois personnes assises dans la cale près d'une boîte cadenassée, ainsi que les deux pilotes. Le copilote quitte son siège et tente de tuer les trois passagers, mais une fusillade éclate, provoquant la mort de toutes les personnes à bord, et l'écrasement de l'avion.
Cinquante ans plus tard, Carrie Stetko est marshal adjoint sur la station américaine d'Amundsen-Scott, reliée à la base américaine de McMurdo en Antarctique. Un scientifique de la station a été découvert mort à proximité d'un lieu de forage.
L´enquête commence.

## Fiche technique
Sauf mention contraire, cette fiche technique est établie à partir d'IMDb
- Titre original et français : Whiteout
- Titre québécois : Whiteout : Enfer blanc
- Réalisation : Dominic Sena
- Scénario : Jon et Erich Hoeber, Chad et Carey W. Hayes, d'après le comics Whiteout, de Greg Rucka et Steve Lieber
- Direction artistique : Gilles Aird, Martin Gendron et Jean Kazemirchuk
- Décors : Graham 'Grace' Walker
- Costumes : Wendy Partridge
- Photographie : Chris Soos
- Montage : Martin Hunter et Stuart Baird
- Musique : John Frizzell
- Casting : Mary Gail Artz et Shani Ginsberg
- Production : Susan Downey, David Gambino et Joel Silver ; Richard Mirisch et Henning Molfenter (co-production) ; Don Carmody, Steve Richards et Greg Rucka (exécutive)
- Sociétés de production : Warner Bros. Pictures, Dark Castle Entertainment, Studiocanal CPTC, Manitoba Film and Video Production Tax Credit, OMDC, Don Carmody Productions et McMurdo (Canada) Productions
- Sociétés de distribution :  Warner Bros. Pictures ;  Studiocanal
- Budget : 35 000 000 USD
- Pays de propduction :  États-Unis,  Canada,  France
- Langue originale : anglais, russe
- Format : couleur – 2,35:1 – 35 mm — son Dolby Digital, DTS, SDDS
- Genre : policier, thriller, action
- Durée : 101 minutes
- Dates et lieux de tournage : du 5 mars[3]  à juillet 2007[4] au Manitoba et au Québec (Canada)[5]
- Dates de sortie : 
  - États-Unis, Canada, Royaume-Uni : 11 septembre 2009
  - France : 21 octobre 2009
  - Belgique : 4 novembre 2009
- Classification : 
  - États-Unis Classification MPAA : R (Restricted)
  - France Classification CNC : tous publics (visa d'exploitation no 124362 délivrée le 19 octobre 2009)[6]

## Distribution
- Kate Beckinsale (V. F. : Laura Blanc ; V. Q. : Camille Cyr-Desmarais) : Carrie Stetko, marshal adjoint
- Gabriel Macht (V. F. : Alexis Victor ; V. Q. : Pierre Auger) : Robert Pryce, envoyé des Nations unies
- Columbus Short (V. F. : Frantz Confiac ; V. Q. : Nicolas Charbonneaux-Collombet) : Delfy
- Tom Skerritt (V. F. : Bernard Tiphaine ; V. Q. : Hubert Fielden) : Dr John Fury, dit Doc
- Alex O'Loughlin (V. F. : Axel Kiener ; V. Q. : Guillaume Champoux) : Russell Haden
- Shawn Doyle (V. F. : Matthieu Albertini ; V. Q. : Daniel Picard) : Sam Murphy
- Joel Keller (V.F.:  Jean-Alain Velardo; V.Q. : Thiéry Dubé) : Jack
- Jesse Todd : Rubin
- Arthur Holden : McGuire
- Erin Hickock (V. F. : Aurore Bonjour) : Rhonda

Sources et légendes : Version française (V. F.) sur RS Doublage et DVD Zone 2 et Version québécoise (V. Q.) sur Doublage qc.ca.

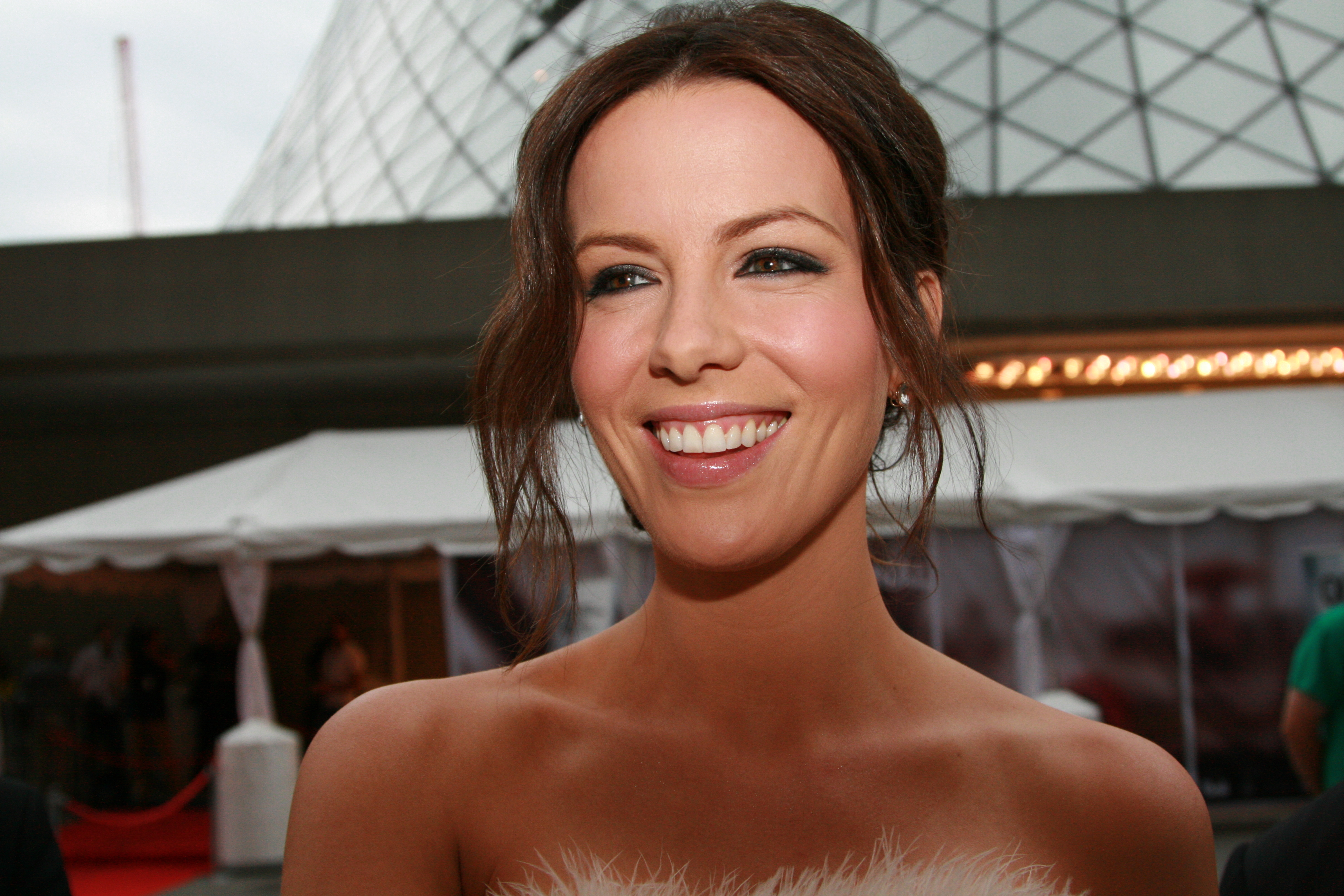
Kate Beckinsale (Carrie Stetko)
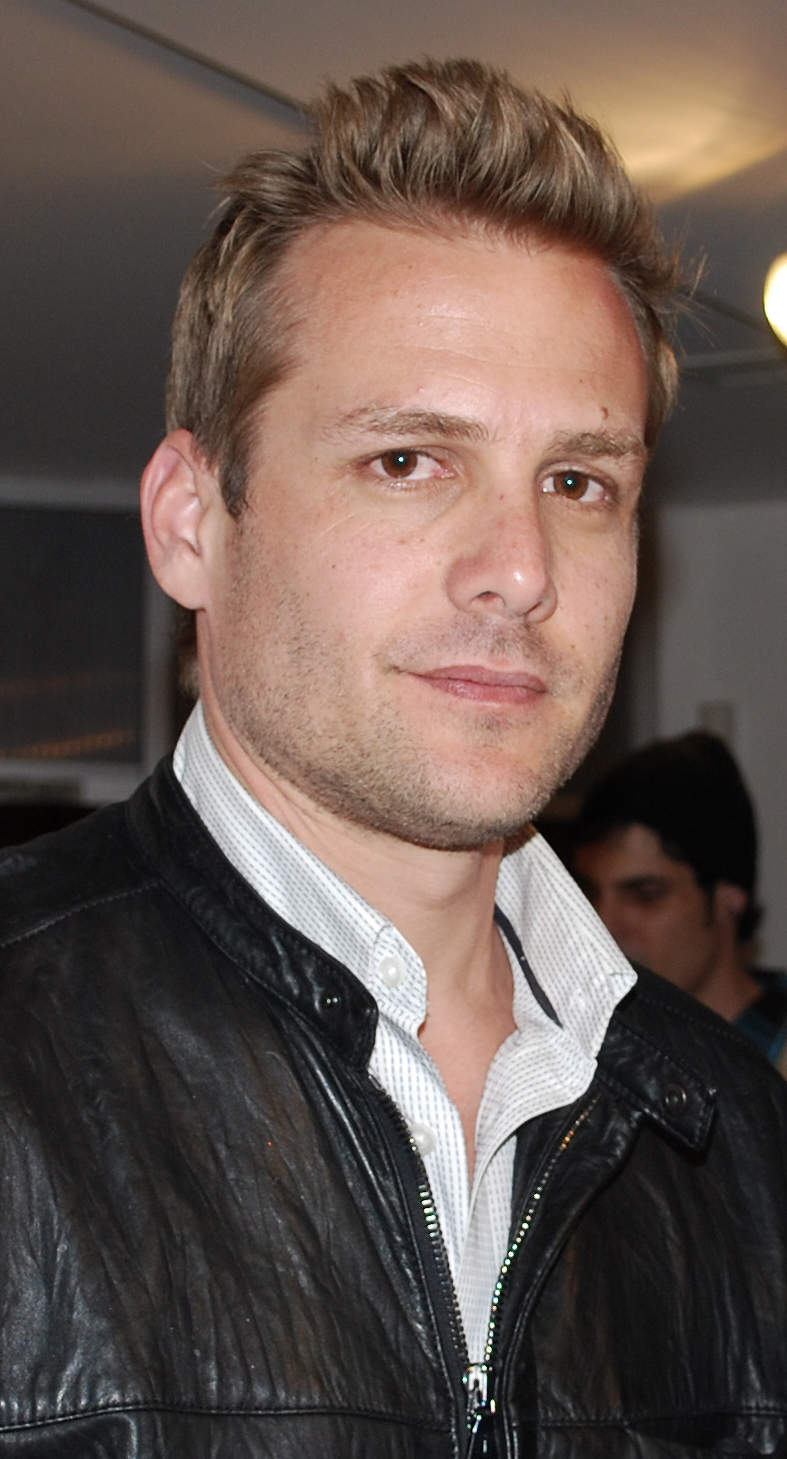
Gabriel Macht (Robert Pryce)
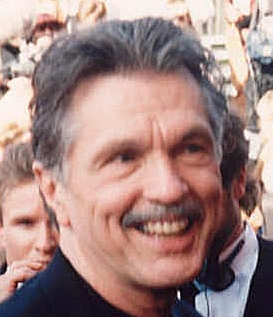
Tom Skerritt (Dr John « Doc » Fury)
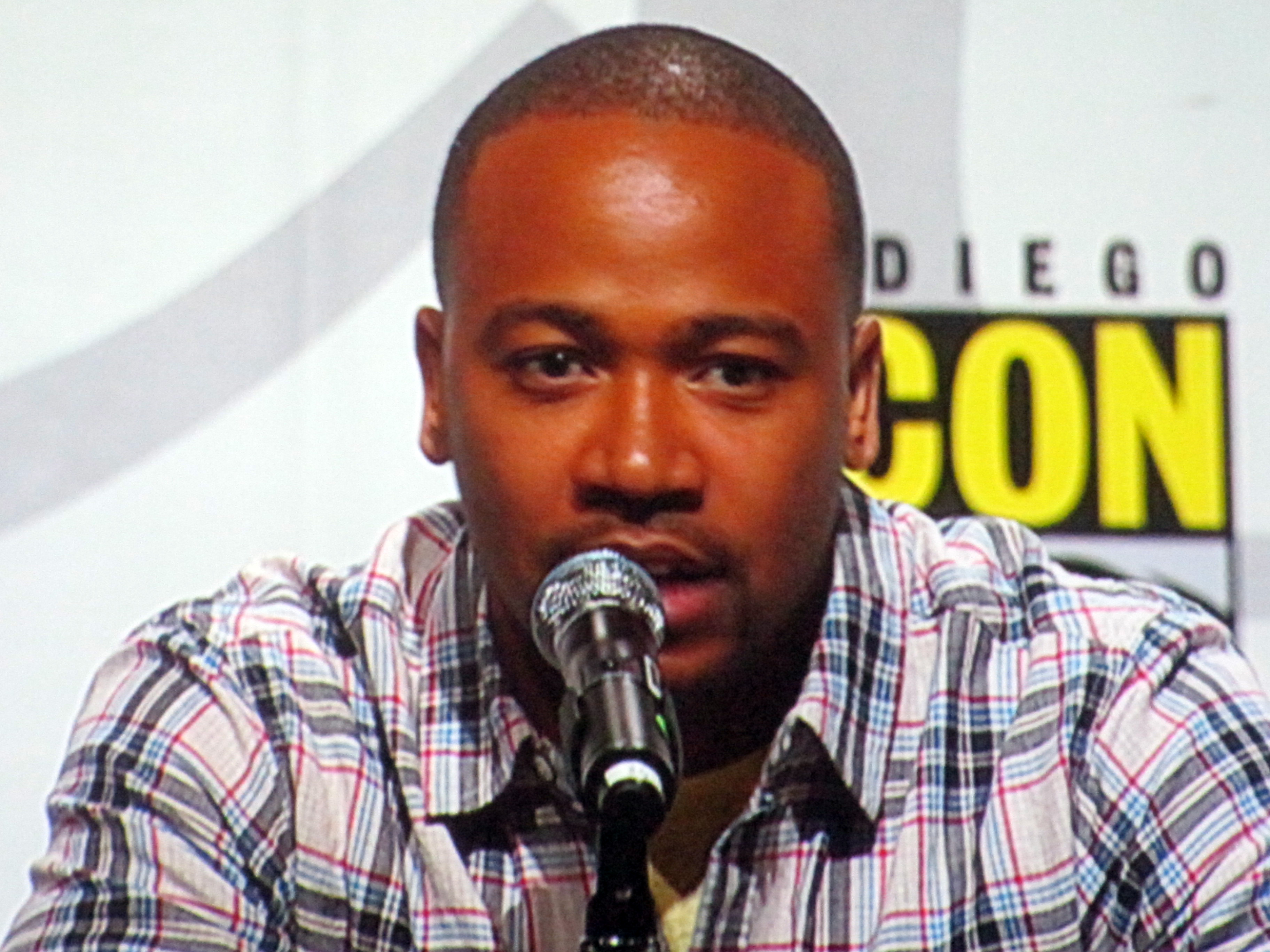
Columbus Short (Delfy)
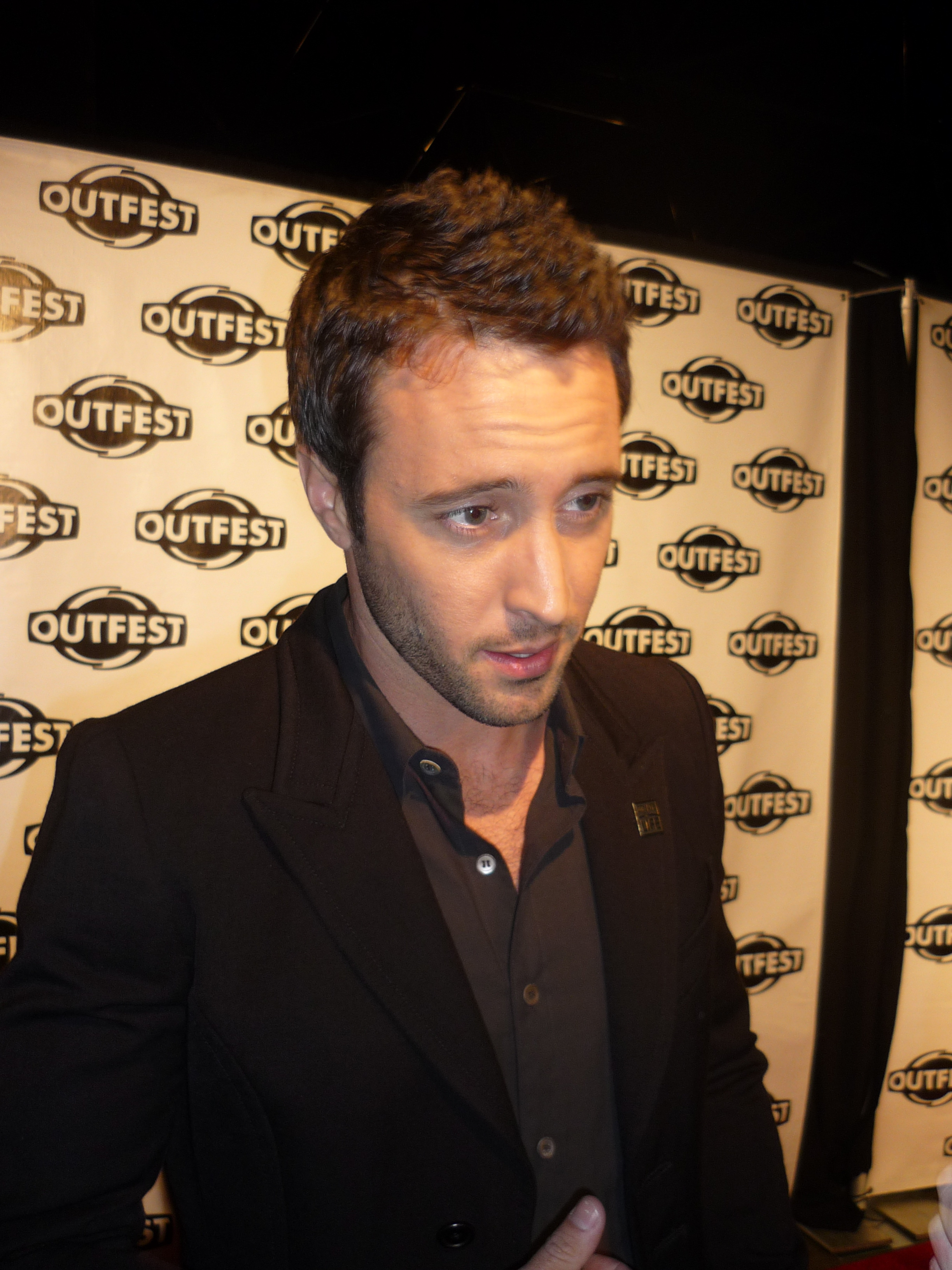
Alex O'Loughlin (Russell Haden)

## Production

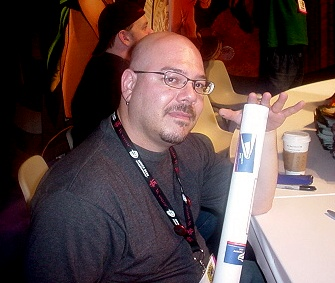
Greg Rucka, auteur du comic dont Whiteout est adapté.

### Genèse du film
En 1999, Columbia Pictures a acquis les droits du comics Whiteout. Un scénario adapté est écrit par Jon et Erich Hoeber. Le script a été modifié changeant le personnage féminin de Lily, pour avoir un personnage masculin au côté du personnage principal féminin, depuis que le studio a hésité sur le potentiel commercial d'un film avec deux personnages principaux féminins.
Mais en 2002, Columbia cède les droits à Universal Pictures. Le projet était en cours de développement à cette époque et le rôle de Carrie Stetko devait être incarné par Reese Witherspoon, et serait basé sur le scénario des Hoeber. En 2004, un second projet de script a été écrit et un réalisateur est recherché pour le mettre en scène. Finalement, les droits de Whiteout changent de propriétaires et Witherspoon est détachée du projet.
En 2006, Dark Castle Entertainment reprend finalement le projet. La production débutera à l'hiver pour sortir en salles au premier trimestre de 2008. Le rôle de Stetko est confié à Kate Beckinsale, qui fut le premier choix de Joel Silver, producteur du film. Le réalisateur Dominic Sena, fan du comic qui avait tenté d'obtenir les droits, demande au directeur de Dark Castle, qui n'est autre que Joel Silver, de réaliser le film et avec lequel il avait déjà travaillé en 2001 pour le film Opération Espadon. En février 2007, Warner Bros. Pictures devient le nouveau distributeur, Sena est chargé de le réaliser, basé sur le scénario des Hoeber et Beckinsale incarne Stetko.

### Tournage
Le tournage débute au début de l'année 2007 au Canada, dans des régions du Québec et du Manitoba (Boucherville, Gimli, Lac Manitoba, Lundar Beach Provincial Park, Montréal, l'Aéroport Saint-Hubert et Winnipeg).

## Accueil

### Réception critique
Whiteout a connu un accueil largement défavorable de la part des critiques professionnels : sur les 112 commentaires collectés par le site Rotten Tomatoes, seuls 7 % sont favorables au film, pour une moyenne de 3,5⁄10, notant dans leur consensus que « Kate Beckinsale est belle comme jamais et fait de son mieux […] mais une progression moribonde et une intrigue banale laissent Whiteout dans le froid. ». Sur le site Metacritic, le film a obtenu 28⁄100 basé sur 19 critiques.
En France, les critiques sont globalement négatives, obtenant une note de 1,6⁄5 sur le site Allociné, pour huit commentaires collectés, tandis que le site Comme au cinéma lui attribue une moyenne de 2⁄4, pour neuf commentaires collectés. Sur Cinemovies, le film récolte de la part de la presse une note de 2.6⁄10, pour sept commentaires collectés.
La réaction du public demeure mitigée, en obtenant 5.3⁄10 basé sur 11 701 votes sur le site Internet Movie Database et 2.4⁄5 basé sur 288 notes dont 188 critiques.

### Box-office
| Pays ou région | Box-office     | Date d'arrêt du box-office | Nombre de semaines |
| -------------- | -------------- | -------------------------- | ------------------ |
| Mondial        | 17 840 867 $   | 7 février 2010             | 34                 |
| États-Unis     | 10 275 638 $   | 17 décembre 2009           | 17                 |
| France         | 75 423 entrées | 4 novembre 2009            | 3                  |

Whiteout rencontre un échec commercial lors de sa sortie en salles : distribué dans 2 745 salles aux États-Unis, il ne parvient qu'à prendre la septième place au box-office le week-end d'ouverture avec 4 915 104 $ de recettes engrangées à cette période. Par la suite, il connaît une sévère baisse de bénéfices au cours de son exploitation, qui s'arrête le 17 décembre 2009, soit 14 semaines, avec 10 275 638 $, pour un budget de production de 35 000 000 $. Il est considéré comme un échec commercial. À l'international, il ne fait guère mieux avec 7 565 229 $, portant le total des recettes mondiales à 17 840 867 $.
En France, distribué dans 100 salles, le long-métrage reste une semaine dans le top 20 hebdomadaire avec 54 802 entrées.

## Autour du film
- Un blanc dehors, ou temps laiteux, est un phénomène optique atmosphérique dans lequel les contrastes sont nuls et où tout semble enveloppé d’un halo blanc uniforme ; il est causé par un ciel bas, de la neige au sol et une visibilité pouvant être faible.
- La composition du thème principal fait penser à celui entendu dans Alien: la résurrection du même compositeur.

## Vidéographie
- Whiteout - 1 DVD Zone 2 édité par StudioCanal le 23 février 2010[27]